# Callistoprionus
Callistoprionus is een kevergeslacht uit de familie van de boktorren (Cerambycidae). De wetenschappelijke naam van het geslacht werd voor het eerst geldig gepubliceerd in 1953 door Tippmann.

## Soorten
Callistoprionus is monotypisch en omvat slechts de volgende soort:
- Callistoprionus fasciatus Tippmann, 1953